# Carlos de Dinamarca
Carlos de Dinamarca (castillo de Copenhague, 26 de octubre de 1680 - mansión de Vemmetofte, 8 de junio de 1729) fue el cuarto hijo de Cristián V de Dinamarca y su esposa, Carlota Amalia de Hesse-Kassel. Por lo tanto, era el hermano menor del rey Federico IV de Dinamarca. Nunca se casó y no tuvo hijos, ni participó en ninguna actividad política. En cambio, mantuvo una vida retirada en sus propiedades.

## Vida
Carlos nació el 26 de octubre de 1680 en el castillo de Copenhague como el cuarto hijo de Cristián V y su esposa, Carlota Amalia de Hesse-Kassel. Como era tradición en la corte, otras personas se ocuparon de la educación del príncipe, incluido Johan Georg Holstein, quien fue reemplazado por Carl Ahlefeldt como su hofmeister en 1696. En particular, Christian Siegfried von Plessen fue el encargado de su educación.
El príncipe Carlos sufría de mala salud y tenía problemas de audición. Para aliviar estos problemas, se le recomendó mudarse a un lugar con clima más templado y fue enviado a Francia e Italia en un viaje de estudios desde 1696 hasta 1699, pasando la mayor parte del tiempo en Montpellier. En el viaje lo acompañó Carl Adolph von Plessen, el hijo de su mentor, y solo tres años mayor que él. Plessen sería amigo íntimo y compañero del príncipe por el resto de su vida, con el título de primer hofmeister y luego chambelán.

Carlos nunca se casó. Entre 1697 y 1699, hubo una política danesa para crear una alianza con Suecia a través de una boda doble entre Carlos XII de Suecia y la princesa Sofía Eduviges de Dinamarca, y el príncipe Carlos de Dinamarca y Eduviges Sofía de Suecia (después del matrimonio de esta última en 1698, fue reemplazada por Ulrica Leonor de Suecia ). Sin embargo, ninguno de los matrimonios se materializó.

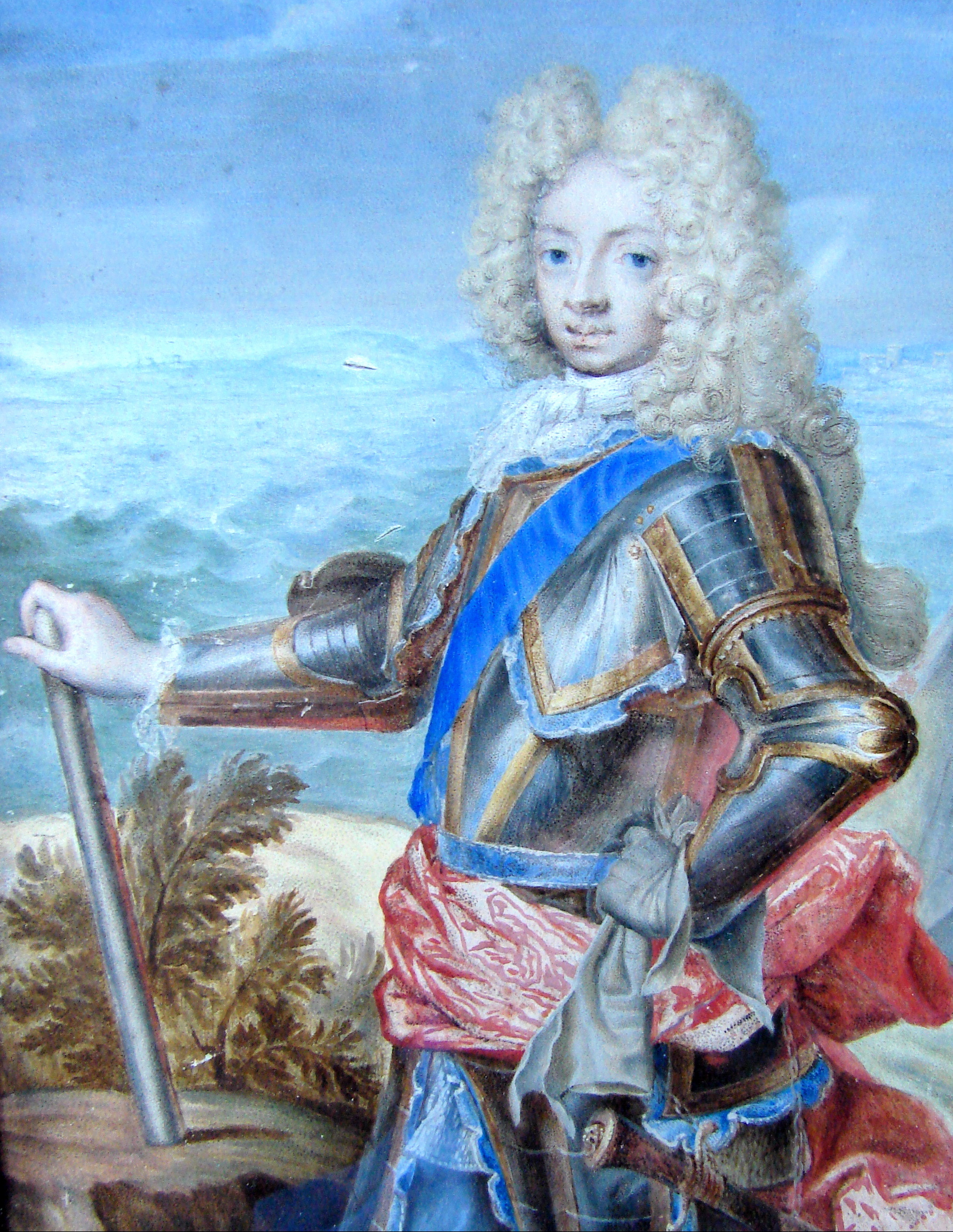
Retrato del príncipe Carlos por Georg Saleman, copiado de un retrato por Hyacinthe Rigaud.

## Propietario de tierras y criador de caballos
De vuelta en Dinamarca, Carlos se instaló en el castillo Jægerspris que se le fue dado por su hermano mayor, el ahora rey Federico IV. Inmediatamente se embarcó en una gran extensión del castillo y se volvió un apasionado a los caballos, un interés que compartió con su padre y su hermano. También fundó una granja de sementales en la finca.
De su madre, quien murió en 1715, heredó las mansiones de Vemmetofte y de Højstrup en Selandia, y el palacio Charlottenborg en Copenhague. Sus propiedades también incluyeron un jardín de recreación en Copenhague, ubicado a las afueras de la puerta norte de la ciudad. Era conocido como el Prinsens Have ("El jardín del príncipe") y más tarde como Blågård ("Granja azul"), un nombre que hoy se conmemora en varios topónimos.

## Últimos años en la mansión de Vemmetofte
Cuando Federico IV coronó a su esposa por bigamia, Ana Sofía Reventlow, como reina de Dinamarca, la relación se rompió entre ambos hermanos. Junto con su hermana tres años mayor, la princesa Sofía Eduviges, Carlos se instaló en la mansión de Vemmetofte donde mantuvieron una corte extravagante.
Plessen disfrutó de tal reputación por ejercer una influencia tan grande sobre el príncipe que en una ocasión provocó que el rey exclamara "¡Bueno, ahí viene el príncipe Plessen con mi hermano Carlos!" Finalmente, los dos hermanos se reconciliaron y, al final, el príncipe Carlos incluso se convertiría en el padrino de uno de los hijos del rey con Ana Sofía. Después de sufrir problemas de salud durante toda su vida, Carlos murió el 8 de junio de 1729, a los 48 años, y fue enterrado en la catedral de Roskilde.